# Anopheles barbirostris
Anopheles barbirostris este o specie de țânțari din genul Anopheles, descrisă de Wulp în anul 1884. Conform Catalogue of Life specia Anopheles barbirostris nu are subspecii cunoscute.